# Peter Morsztyn
Peter Morsztyn (* 1455 in Krakau; † 1526) war ein krakauischer Ratsherr, Bankier und Kaufmann.
1492 wurde er gemeinsam mit seinem älteren Bruder Georg Morsztyn dem Jüngeren nobilitiert und die Familie Morstein in die Wappengemeinschaft Leliwa aufgenommen. Von 1503 bis 1529 war er Ratsherr. Außerdem war er Bürgermeister und ab 1525 lebenslanges Mitglied der Kommission der 4 Alten Ehemänner.

## Leben
Morsztyn war Sohn des Ratsherrn Georg Morsztyn und der Magdalena Wynków. Sein Vater war gemeinsam mit seinem Onkel Stanislaus Morsztyn dem Älteren durch den Salzhandel zu großem Reichtum gekommen. Bereits deren Vater Georg Morsztyn der Ältere war durch den Textilhandel zu beträchtlichem Wohlstand gelangt.
Von 1503 bis zu seinem Tod war er fast 26 Jahre lang Mitglied im Stadtrat. Dort zeigte er sich für die Finanzangelegenheiten der Stadt verantwortlich. Wie schon sein Onkel vergab er auch als Bankier Kredite. Seine Bankkenntnisse führten offenbar dazu, dass er 1525 lebenslängliches Mitglied der Kommission der 4 Alten Ehemänner wurde. 1519 wurde er zudem im Auftrag der Stadt Mitglied des Landtags der Stadt Petrikau, wo er das Recht der Stadt Krakau verteidigte, Adlige zu verurteilen und hinzurichten.
Einen dem König von seinem Onkel Stanislaus Morsztyn dem Älteren gewährten Kredit soll dieser bei Morsztyn beglichen haben und ihm das Privileg, in der Tatra nach Erzen zu suchen, eingeräumt haben. Außerdem erwarb er Anteile an der Steinmühle von Paul Kaufman und von der Stadt Krakau die Dörfer Grzegórzki und Dąbie für eine jährliche Pacht von 45 Zloty sowie den Glazarowski-Garten.

## Ehen und Nachkommen
Morsztyn hatte eine Tochter, die mit dem Ratsherrn Mikołaj Ramułt verheiratet war.